# Virtuální
Virtuální (dt. Virtuell) ist das dritte tschechischsprachige Studioalbum der polnisch-tschechischen Pop-Rock-Sängerin Ewa Farna. Veröffentlicht wurde das Album am 26. Oktober 2009 durch die Universal Music Group.

## Wissenswertes
Die US-amerikanische Sängerin Kimberly Caldwell, bekannt aus der zweiten Staffel von American Idol, hat den Titel "Jen tak" als "Going Going Gone" für ihr Debütalbum Without Regret (2011) gecovert. 2010 hat Miley Cyrus den Titel "Kdo dá víc" als "Kiss It Goodbye" für das Soundtrackalbum Hannah Montana Forever gecovert.

## Singles
Die erste Singleauskopplung Toužím erschien am 21. September 2009. In Tschechien debütierte der Titel auf Platz 54 und erreichte nach 6 Wochen die Höchstposition 14. Die zweite Single Ty jsi král, die 2009 erschien, ist an Michael Jackson gewidmet. 2010 erschien die dritte Singleauskopplung Maska, die in Tschechien Platz 57 in den Singlecharts erreichte.

## Titelliste
| #   | Titel                             | Autoren                                                                  | Länge |
| --- | --------------------------------- | ------------------------------------------------------------------------ | ----- |
| 1.  | Toužím (What If)                  | Billy Steinberg, Joshua Berman, Tamar, Ewa Farna                         | 3:33  |
| 2.  | Virtuální (Virtual)               | L. Wronka, Vojtěch Valda                                                 | 3:42  |
| 3.  | Maska (I Need a Hero)             | Sara Paxton, M. Jay, Pedersen, Ewa Farna                                 | 3:23  |
| 4.  | Jen tak (Going Going Gone)        | Wayne Rodrigues, Delisha Thomas, Eric Schermehorn, Petra Glosr-Cvrkalová | 4:12  |
| 5.  | Ty jsi král (Happy)               | Jeff Franzel, Chani Krich, Eve Nelson, Petra Glosr-Cvrkalová             | 4:17  |
| 6.  | Půlměsíc                          | M. Tran, Petra Glosr-Cvrkalová                                           | 4:07  |
| 7.  | Soulad smyslů                     | L. Wronka, Ewa Farna                                                     | 3:16  |
| 8.  | Na tom záleží                     | L. Wronka, J. Rolincová                                                  | 4:21  |
| 9.  | Obrazová vila (Don’t Text It)     | Tori Green, Michael Jay, Johnny Pedersen, Ewa Farna                      | 3:46  |
| 10. | Anděla samota                     | L. Wronka, V. Valda                                                      | 3:07  |
| 11. | Břehy ve tmách                    | L.Wronka, T. Choura                                                      | 4:23  |
| 12. | Kdo vic dá (Kiss It Goodbye-2010) | Christoffer Vikberg, Jakob Hazell, Charlie Mason, Petra Glosr-Cvrkalová  | 3:11  |
| 13. | Déšť (Rain)                       | Ewa Farna, Jan Steinsdörfer                                              | 3:58  |

## Kommerzieller Erfolg
Virtuální debütierte in den tschechischen Albumcharts auf der Position drei, wo es sich dann vier Wochen in den Top 10 hielt. Darauf konnte sich das Album noch einmal vier Wochen in den Top 20 halten. Danach hielt sich das Album weitere fünf Wochen in den Top 50. Insgesamt war das Album 24 Wochen in den tschechischen Albumcharts vertreten. Mit 8.000 verkauften Exemplaren erhielt das Album in Tschechien die Goldene Schallplatte verliehen.
| ChartsChartplatzierungen | Höchstplatzierung | Wochen |
| ------------------------ | ----------------- | ------ |
| Tschechien (IFPI)        | 3 (24 Wo.)        | 24     |

| Land/Region       | Auszeichnungen für Musikverkäufe (Land/Region, Auszeichnung, Verkäufe) | Verkäufe |
| ----------------- | ---------------------------------------------------------------------- | -------- |
| Tschechien (IFPI) | Gold                                                                   | 8.000    |
| Insgesamt         | 1× Gold ·                                                              | 8.000    |